# Kamenka (Kaliningrad, Gurjewsk)
Kamenka (russisch Каменка, deutsch Friedrichstein) ist ein Ort in der russischen Oblast Kaliningrad. Er gehört zur kommunalen Selbstverwaltungseinheit Stadtkreis Gurjewsk im Rajon Gurjewsk.

## Geographische Lage
Kamenka liegt 16 Kilometer südöstlich der Rajonshauptstadt Kaliningrad (Königsberg) südlich des Pregel (russisch: Pregolja) an der Grenze zwischen dem Rajon Gurjewsk und dem Rajon Gwardeisk. Die Regionalstraße 27A-025 (ex R508) zwischen Kaliningrad und Gwardeisk (Tapiau) führt am südlichen Ortsrand Kamenkas vorbei. Die Anbindung des Ortes erfolgt über die Kommunalstraße 27K-277. Die nächste Bahnstation ist Komsomolsk Sapadny (Löwenhagen) an der Bahnstrecke Kaliningrad–Nesterow, einem Teilstück der früheren Preußischen Ostbahn.

## Geschichte
Das ehedem Friedrichstein (vor 1785 auch Keckstein) genannte Gutsdorf geht in seiner Gründung auf das Jahr 1379 zurück. Von 1666 bis 1945 war das Gut im Besitz derer von Dönhoff, letzter Eigentümer war Dietrich Graf von Dönhoff (1902–1991).
Am 30. April 1874 wurde Friedrichstein Sitz und namensgebender Ort des neu errichteten Amtsbezirks Friedrichstein. Er bestand bis 1930 und gehörte zum Landkreis Königsberg (Preußen) im Regierungsbezirk Königsberg der preußischen Provinz Ostpreußen. Im Jahre 1910 waren in Friedrichstein 385 Einwohner registriert.
Am 30. September 1928 wurde der Gutsbezirk Friedrichstein in eine Landgemeinde gleichen Namens umgewandelt. In diesem Zusammenhang wurden die Nachbargutsorte Groß Hohenhagen (russisch: Kaschtanowka) mit Klein Hohenhagen sowie Wehnenfeld (Chrabroje) nach Friedrichstein eingemeindet. 1933 zählte das Dorf 520 Einwohner, 1939 waren es 525. Von 1939 bis 1945 gehörte Friedrichstein zum Landkreis Samland.
Infolge des Zweiten Weltkrieges kam das nördliche Ostpreußen und mit ihm Friedrichstein zur Sowjetunion. Im Jahr 1947 erhielt der Ort die russische Bezeichnung Kamenka und wurde gleichzeitig dem Dorfsowjet Semjonowski selski Sowet im Rajon Kaliningrad zugeordnet. Später gelangte der Ort in den Lugowskoi selski Sowet im Rajon Gurjewsk. Von 2008 bis 2013 gehörte Kamenka zur Landgemeinde Lugowskoje selskoje posselenije und seither zum Stadtkreis Gurjewsk.

### Amtsbezirk Friedrichstein 1874–1930
Am 30. April 1874 wurde der neu errichtete Amtsbezirk Friedrichstein, bestehend aus zwölf Landgemeinden und sieben Gutsbezirken gebildet:
| Deutscher Name   | Russische Bezeichnung | Bemerkungen                                                                                |
| ---------------- | --------------------- | ------------------------------------------------------------------------------------------ |
| Landgemeinden:   |                       |                                                                                            |
| Birkenwalde      |                       |                                                                                            |
| Borchersdorf     | Selenopolje           | 1930 in den neugebildeten Amtsbezirk Borchersdorf umgegliedert                             |
| Horst            |                       |                                                                                            |
| Klein Barthen    |                       |                                                                                            |
| Klein Hohenhagen | Osjornoje             | 1906 in den Gutsbezirk Groß Barthen eingegliedert                                          |
| Löwenhagen       | Komsomolsk            |                                                                                            |
| Pregelswalde     |                       | 1928 in die Landgemeinde Spohr (Amtsbezirk Fuchshöfen) eingegliedert                       |
| Reichenhagen     | Schelesnodoroschnoje  |                                                                                            |
| Sand             |                       | 1928 in die Landgemeinde Groß Barthen eingegliedert                                        |
| Schönmohr        | Partisanskoje         | 1930 in den neuen Amtsbezirk Borchersdorf umgegliedert                                     |
| Seewiesen        |                       |                                                                                            |
| Weißenstein      | Marijskoje            | 1930 in den neuen Amtsbezirk Borchersdorf umgegliedert                                     |
| Gutsbezirke:     |                       |                                                                                            |
| Borchersdorf     | Selenopolje           | 1928 in die Landgemeinde Schönmohr eingegliedert                                           |
| Friedrichstein   | Kamenka               | 1928 in eine Landgemeinde umgewandelt                                                      |
| Groß Barthen     | Osjornoje             | 1928 in eine Landgemeinde umgewandelt, 1930 in den Amtsbezirk Groß Ottenhagen umgegliedert |
| Groß Hohenhagen  | Kaschtanowka          | 1928 in die Landgemeinde Friedrichstein eingegliedert                                      |
| Schönmohr        | Partisanskoje         | 1928 in die Landgemeinde Schönmohr eingegliedert                                           |
| Wehnenfeld       | Chrabroje             | 1928 in die Landgemeinde Friedrichstein eingegliedert                                      |
| Weißenstein      | Marijskoje            | 1928 in die Landgemeinde Weißenstein eingegliedert                                         |

Am 3. Juni 1930 wurde der Amtsbezirk Friedrichstein in „Amtsbezirk Löwenhagen“ (russisch: Komsomolsk) umbenannt. Diesem gehörten bis 1945 noch die sieben Gemeinden Birkenwalde, Friedrichstein, Horst, Klein Barthen, Löwenhagen, Reichenhagen und Seewiesen an. Bis 1939 gehörte er zum Landkreis Königsberg (Preußen), von 1939 bis 1945 zum Landkreis Samland.

## Schloss Friedrichstein

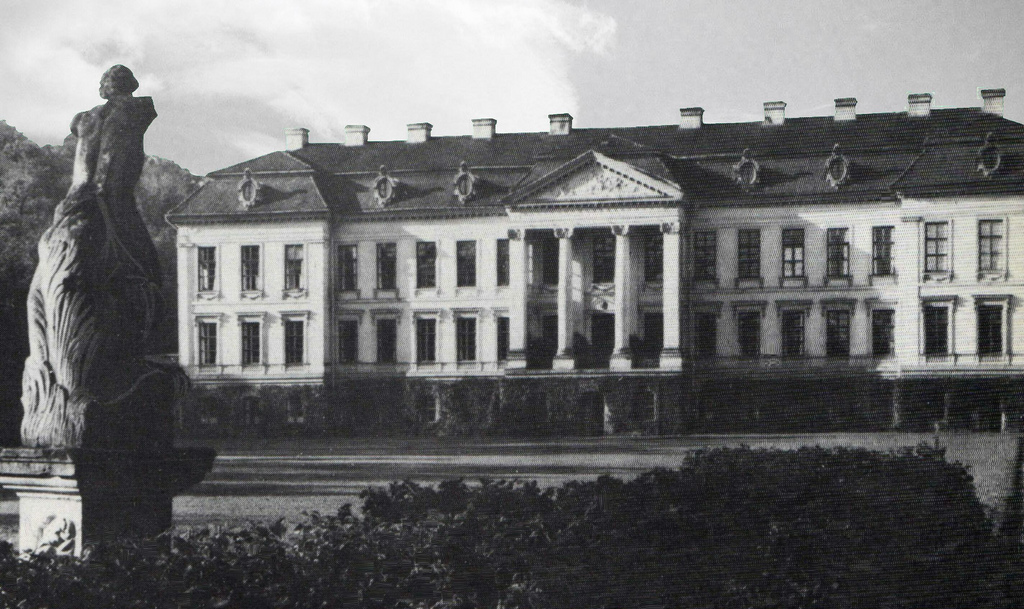
Schloss Friedrichstein im Jahre 1927

Siehe Hauptartikel: Schloss Friedrichstein (Ostpreußen)
In Friedrichstein befand sich eines der berühmtesten Schlösser Ostpreußens. Nach einem Brand des Vorgängerbaus im Jahre 1709 schuf Jean de Bodt (1670–1745), Architekt u. a. des Zeughauses in Berlin, einen repräsentativen neuen Herrschaftssitz der Grafen von Dönhoff. Er brannte am 26. Januar 1945 völlig aus und wurde als Ruine 1957 abgetragen. Heute sind nur noch Mauerfragmente erkennbar. Ein Restaurationsbetrieb steht jetzt an der Stelle des herrschaftlichen Anwesens zwischen dem Plateau eines ehemaligen französischen Gartens und dem Schlossteich (russisch: Prud).

## Kirche
Die vor 1945 überwiegend evangelische Bevölkerung Friedrichsteins war in das Kirchspiel Kirche Löwenhagen (Ostpreußen) (heute russisch: Komsomolsk) eingepfarrt. Es gehörte zum Kirchenkreis Königsberg-Land I innerhalb der Kirchenprovinz Ostpreußen der Kirche der Altpreußischen Union. Letzter deutscher Geistlicher war Pfarrer Erich Gollnick.
Heute liegt Kamenka im Einzugsbereich der evangelisch-lutherischen Auferstehungskirche in Kaliningrad (Königsberg), die zur Propstei Kaliningrad der Evangelisch-lutherischen Kirche Europäisches Russland (ELKER) gehört.

## Persönlichkeiten des Ortes
- Eleonore von Dönhoff (* 29. Oktober 1674 auf Schloss Friedrichstein; † 2. September 1726), Adlige, Ehefrau von Generalfeldmarschalls Hans Albrecht von Barfus
- August Graf von Dönhoff (* 26. Januar 1845; † 9. September 1920 auf Schloss Friedrichstein), deutscher Politiker, Reichstagsabgeordneter, gründete mit Wilhelm von Bode den Kaiser-Friedrich-Museums-Verein
- Marion Gräfin Dönhoff (* 2. Dezember 1909 auf Schloss Friedrichstein; † 2002), deutsche Journalistin und Publizistin